# میرآباد (نقده)
میرآباد (نقده)، روستایی از توابع بخش مرکزی شهرستان نقده در استان آذربایجان غربی ایران است.

## جمعیت
این روستا در دهستان سلدوز قرار دارد و براساس سرشماری مرکز آمار ایران در سال ۱۳۹۵، جمعیت این روستا برابر با ۲۵۸ نفر (۷۹ خانوار) بوده است.